# Roquefort (ser)

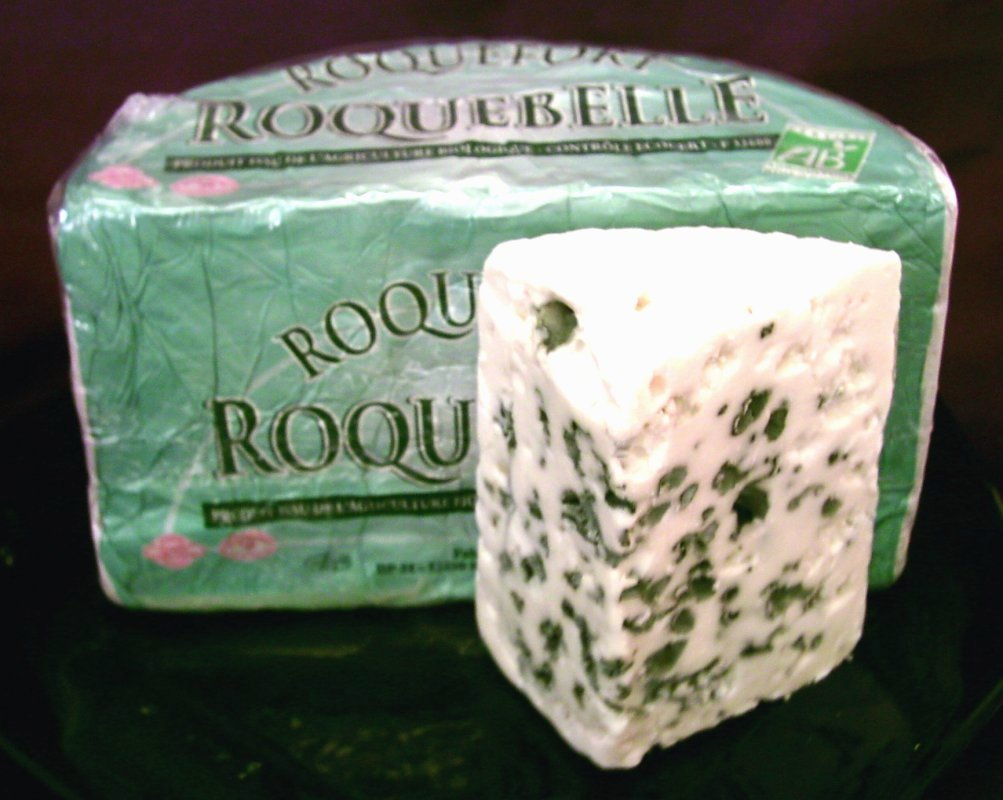
Ser Roquefort

Roquefort fr. (wym. rokfor), rokfor – pikantny ser owczy, niebieskawy, żyłkowany, wyrabiany we francuskim miasteczku Roquefort-sur-Soulzon.
Jest jednym z najstarszych i najsłynniejszych gatunków sera. Był już wysoko ceniony przez starożytnych Rzymian i wspomniany przez Pliniusza Starszego w Historia naturalis. Opisywany jako król serów przez Brillat-Savarina w Fizjologii smaku.
Według legendy do poznania technologii produkcji roqueforta przyczynił się przypadek. Pasterz owiec schował część niezjedzonego sera w wilgotnej i chłodnej pieczarze. Gdy przypomniał sobie o tym po kilku tygodniach, był mile zaskoczony niezwykłymi walorami smakowymi dojrzałego sera.
Sery dojrzewają właśnie w jaskiniach o odpowiedniej wilgotności i temperaturze (ok. 7 °C) – w warunkach sprzyjających rozwojowi szlachetnych pleśni Penicillium roqueforti.
Na oryginalnych serach Roquefort wzorowanych jest wiele serów we Francji i innych krajach (np. polski Rokpol). Większość naśladownictw robiona jest z mieszaniny mleka owczego i krowiego lub tylko z krowiego. Niektóre z naśladownictw charakteryzują się wysokimi walorami smakowymi.
Nazwa Roquefort jest prawnie zastrzeżona i może być stosowana tylko do serów dojrzewających w naturalnych grotach w Roquefort-sur-Soulzon (Jaskinie Cambalou).
We Francji prawo do nazwy Roquefort mają tylko wybrani i określeni wytwórcy, którzy są poddawani szczegółowej kontroli jakości, w ramach systemu apelacyjnego (AOC – Appellation d’origine contrôlée).
Produkowanych jest siedem odmian sera, w tym cztery (dojrzewające w jednej grocie) mają głównie znaczenie lokalne.
Typowy ser Roquefort ma formę walca wysokości ok. 10 cm, średnicy 19–20 cm i masie 2,5–3 kg.
Roquefort znajduje szerokie zastosowanie kulinarne – m.in. jako składnik sosów (np. do sałaty), farszów, dodatek do steków. Niezwykłym połączeniem jest płynne nadzienie z tego sera i czekolady wypełniające podawane na gorąco babki. Według degustujących, wbrew pozornemu niedopasowaniu tych składników – słodkiej czekolady i ostrego, słonego sera – połączenie daje bardzo harmonijny efekt.